# Relaciones Costa Rica-Suecia
Las relaciones Costa Rica-Suecia se refieren a las relaciones internacionales que existen entre Costa Rica y Suecia.

## Historia
Las relaciones consulares entre Costa Rica y Suecia se iniciaron en 1881. El primer agente consular de Costa Rica en Suecia fue nombrado en 1883 y el primer agente diplomático sueco acreditado en Costa Rica fue en 1936.

## Relaciones diplomáticas
- Costa Rica tiene una embajada en Londres, concurrente para Suecia.[2]
- Suecia tiene una embajada en Guatemala, concurrente para Costa Rica.[3]